# Benzonitril
Benzonitril, også kaldet cyanobenzen og phenylcyanid, er en aromatisk organisk forbindelse med en mandel-lignende duft.
Benzonitril er en farveløs væske og irriterer øjne og hud.